# 村上 (八千代市)

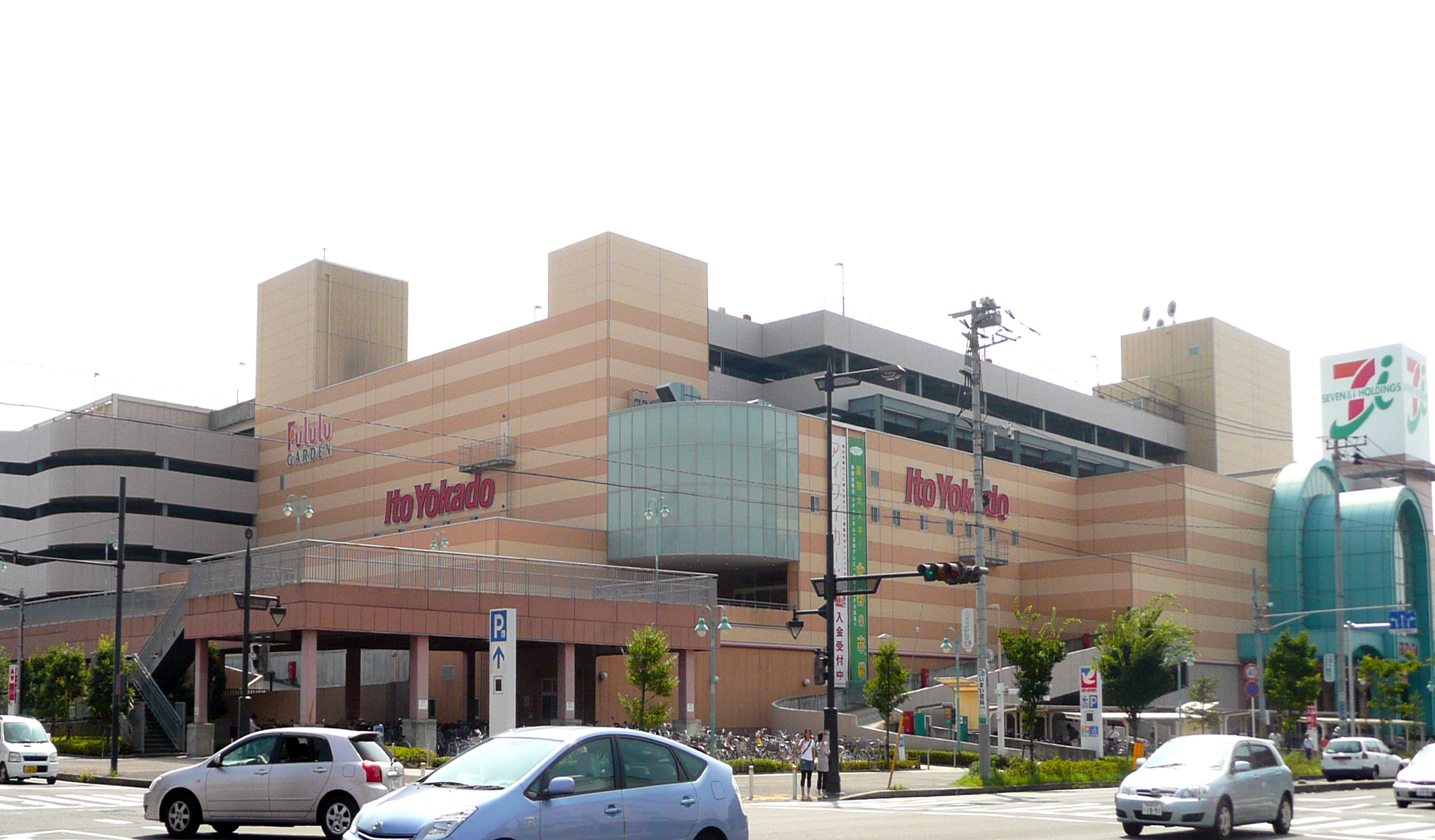
フルルガーデン八千代

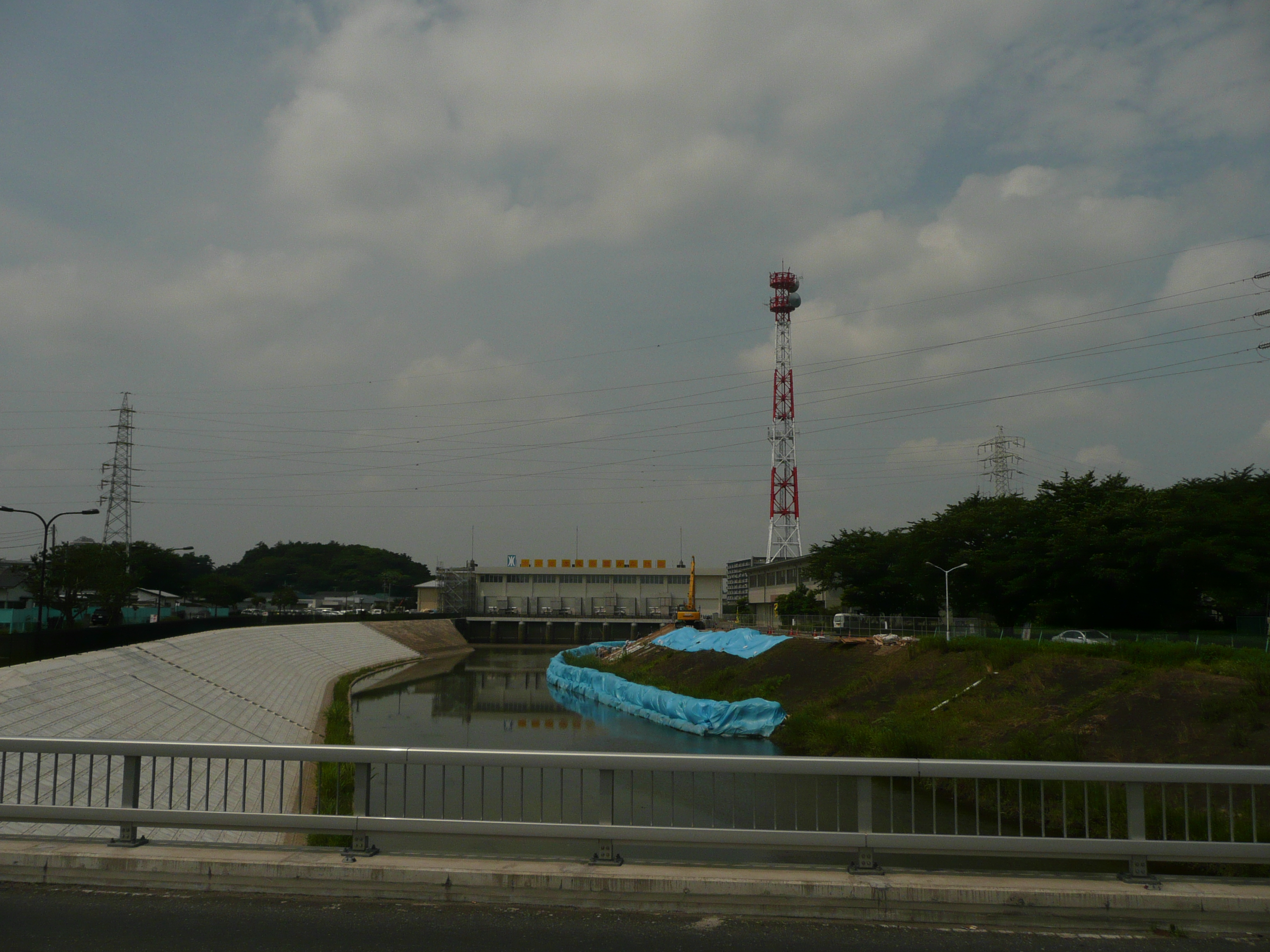
大和田排水機場（花見川より）

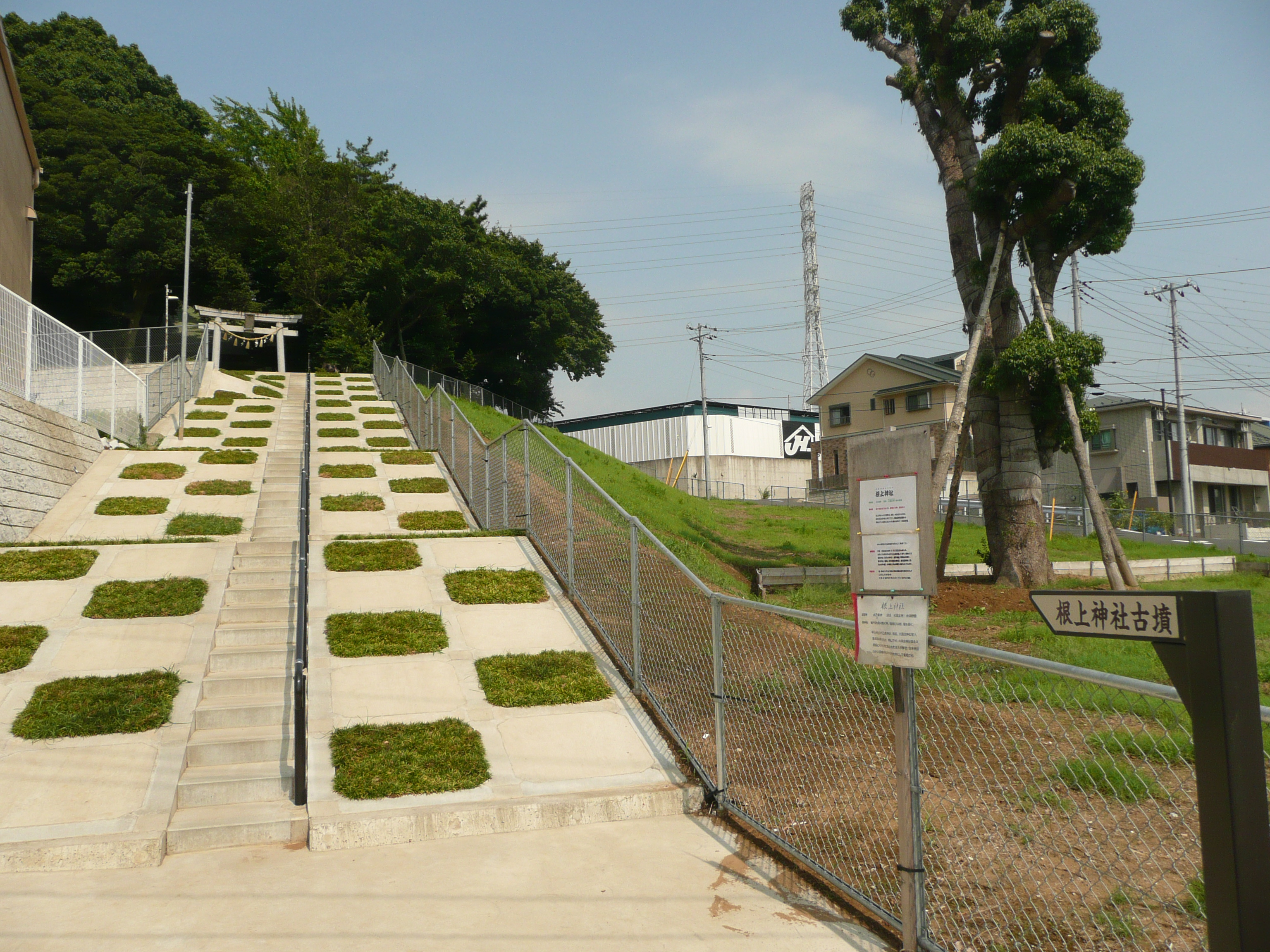
根上神社古墳

村上（むらかみ）は、千葉県八千代市東部の地名である。なおこの記事では当地域の分離町名である村上南（むらかみみなみ）についても述べる。郵便番号は村上が276-0028、村上団地が276-0027、村上南が276-0029。

## 地理
新川流域沿いに栄えた地域であり、昭和50年代にかけて村上団地が建設されて以降住宅が増加した。その後の1996年4月27日の東葉高速鉄道東葉高速線開業により商業施設やマンションの建設が進んだ。南部は住宅やマンションの建設が今も盛んに行われているが、駅から離れた北部は主に農地である。古くは現在の下市場地区も村上であったため、南部に飛地が存在する。
当地域の南西部には印旛放水路の大和田排水機場があり、ここより印旛沼側は新川、東京湾側は花見川というように名称が変わる。
また1993年（平成5年）より辺田前土地区画整理事業が行われており、それに伴い2009年（平成21年）3月20日より村上駅周辺が村上南1-5丁目として分離された。勝田台駅北側が古くから勝田台と呼ばれることが定着していたこともあり、2011年（平成23年）10月8日には更に南部の勝田台駅周辺一帯にある下市場（1・2丁目を除く）の全部と勝田、上高野、村上南4丁目の一部区域とともに勝田台北1-3丁目として分離され、勝田台地区と村上地区の市街地構成が区分上明確に分かれることとなった。

### 地価
住宅地の地価は、2015年（平成27年）1月1日の公示地価によれば、村上南4丁目5番3の地点で13万3000円/m2となっている。

## 歴史
この地域は萱田と同様に重要な遺跡が多数残っている他、古代終末期には地域拠点として栄えた。萱田遺跡群の権現後遺跡から発掘された墨書土器に書かれた「下総国印旛郡村神郷」が現在のこの地域を指す。これは「群神」の意で、郷内に多くの祠を建てて信仰していた村であることから「村神」となった。

### 原始・古代
1973年（昭和48年）に村上遺跡が発掘された。この発掘の後に多くの遺跡が市内に出土した。村上遺跡は村上宮内遺跡・西山遺跡・村上込ノ内遺跡のあたりのことを指す。この他にも当地域では浅間内遺跡・黒沢台遺跡・沖塚遺跡・台北側遺跡・新林遺跡がある。
この中でも沖塚遺跡は、東葉高速線の建設に当たり発掘調査を行ったところ鋼（鉄の合金）をつくった家の跡が発見されたことで有名である。沖塚遺跡は弥生時代中期から古墳時代前期にかけての遺跡であり、不純物を除くための粘土や砂鉄、細かい鉄くずが大量に出土した。当時の作業は製錬→精錬→鍛錬であり、今までの遺跡は鍛錬が中心で年代も5世紀頃のものが多かったが、この遺跡は高度な技術を必要とする精錬が行われていて、且つ年代も3世紀後半のものであったため全国的に有名となった。わずかに刀子なども出土していたことから鍛錬も行っていたとされるが、未だに製錬炉は出土しておらず、荒鉄の入手先は不明である。
古墳時代後期・終末期になると、古墳が当地域で盛んに作られるようになる。その中でも根上神社古墳は八千代市内最大の前方後円墳であり、市の指定史跡となっているがこれまでに発掘調査は行われていない。年代は6世紀に作られた可能性が高い。この古墳の登場は、村上や平戸周辺をはじめ各地に集落が復活していたことを示している。その後7世紀中ごろから村上周辺は特に拠点的な地域となった。沖塚古墳はそのうち有力なものの一つであり、墳丘径約25m、高さ約1.6mの円墳で、1988年（昭和63年）に八千代市教育委員会によって発掘調査が行われた。横穴式石室であり、石棺の材料は貝砂岩という軟弱で壊れやすいものである他、人骨が5・6体発見された。この近くには方墳の村上一号墳、黒沢台古墳が存在する。方墳は房総半島で最後の形であり、村上一号墳は7世紀終末から8世紀（奈良時代）に作られたものとされる。出土品は須恵器などの他鉄鏃などの武器が多く、当時の村上周辺の拠点性がうかがえる。また大宝律令により、この地域は村神郷となる。
その後、9世紀（平安時代）になると集落が発展し、対岸の萱田まで広がった。「村神郷」とかかれた墨書土器が権現後遺跡で出土したことから、新川両岸の範囲が下総国印旛郡村神郷にあたることが発覚した。

#### 村上込ノ内遺跡
村上では1968年（昭和43年）に7000戸の村上団地建設が計画され、それに先立って1973年（昭和48年）から1974年（昭和49年）にかけて約60000m2の発掘調査が行われた。出土した土器から8世紀前半 - 9世紀後半の約150年にかけて、5段階の変遷をたどったとされる。竪穴建物と掘立柱建物は5箇所にまとまって建てられていた。このまとまりは、一族のような集団が何世代かにわたり住まいを同じ部分に作り続けたものとされる。8世紀後半から9世紀前半にかけて最盛期となり、9世紀後半には数が減少し、10世紀頃には生活の痕跡が消えた。

### 中世
この地域は平安時代に臼井氏の支配化、臼井庄となった。鎌倉時代に入り、のちに宝治合戦に敗れ臼井氏は衰退し、代わりに千葉氏が勢力を伸ばした。その後室町時代に勢力を拡大するが、戦国時代に千葉氏は分裂、その後千葉氏により臼井氏は滅ぼされる。
このような中、北隣の米本に大規模な中世城郭である米本城が築かれ、村上氏が代々城主を受け継いだ。有名なのは村上綱清であるが、この地域ではなく市原市の上総村上に深い関係があるとされる。一方この地域には中世遺跡として正覚院館跡がある。小さな谷に屋敷を構え、背後の台地続きに堀切を入れて防御する形である。かつては一帯が阿蘇沼で、谷沿いに南に下れば下総道（現在の国道296号）と下市場があり交通の利便性に富む。年代は15世紀後半から16世紀にかけてのものとされる。鎌倉時代・室町時代の二回にかけて隆盛期を経ている。また中世の集落跡として浅間内遺跡があり、正覚院館跡との関連性が高いが未調査である。

### 近世
この地域は一部が幕府領、一部が佐倉藩の三浦氏の支配下となり、年貢は240石程度であった。この頃に村上村となり、家数106軒（農民100軒、寺5軒、社人1軒）、人口452人（男241人、女206人、僧侶2人、道心1人、社人1人）であった。町内には下総道が通っていて物流が盛んになった（宿場は新川対岸の大和田宿）。

### 近代
市制・町制が敷かれてから、村上村を含む周辺の村（新川以東）が合併し印旛郡阿蘇村となった。当時の人口は890人であった。

## 世帯数と人口
2017年（平成29年）10月31日現在の世帯数と人口は以下の通りである。

### 村上
| 大字・街区     | 世帯数    | 人口     |
| -------------- | --------- | -------- |
| 村上           | 2,698世帯 | 6,470人  |
| 村上団地１街区 | 1,742世帯 | 3,064人  |
| 村上団地２街区 | 1,143世帯 | 2,054人  |
| 村上団地３街区 | 882世帯   | 1,605人  |
| 計             | 6,465世帯 | 13,193人 |

### 村上南
| 丁目         | 世帯数    | 人口    |
| ------------ | --------- | ------- |
| 村上南一丁目 | 397世帯   | 703人   |
| 村上南二丁目 | 532世帯   | 1,332人 |
| 村上南三丁目 | 645世帯   | 1,690人 |
| 村上南四丁目 | 274世帯   | 722人   |
| 村上南五丁目 | 585世帯   | 1,507人 |
| 計           | 2,433世帯 | 5,954人 |

## 小・中学校の学区
市立小・中学校に通う場合、学区は以下の通りとなる。

### 村上
| 大字・丁目     | 番地 | 小学校                   | 中学校                 |
| -------------- | --- | ------------------------ | ---------------------- |
| 村上           | 2008～2009番地、2010番地2～3、2010番地5～2011番地1 2011番地3～2012番地1、2012番地3～2015番地3 2015番地9、2022番地、2088番地、2090番地5～7・11～13 2090番地15・18・25～27・34～39・41～47・57・59～62 2090番地64～67・69・71～75・77・80 2091番地1・7・10・13～23・27～30、2092番地1・3 | 八千代市立勝田台小学校   | 八千代市立勝田台中学校 |
| 村上           | 3003～3109番地、3246～3293番地、3520～3583番地 | 八千代市立大和田小学校   | 八千代市立大和田中学校 |
| 村上           | 3294～3325番地、3584～3604番地 | 八千代市立大和田南小学校 | 八千代市立大和田中学校 |
| 村上           | 1113番地3・21・23・32～33、1114番地2〜4・8～9・11 1643番地11・38・42～44・61～62、1672番地2～3・5 1672番地9～13・15・17・19・23・29・43～44 1735番地1・4・7～9・12～16・18・27・29～30・32 1735番地34～最終、1739～1741番地、1933番地22 1941～1942番地、1946番地90～93、1946番地100 1958番地、1973～1977番地 | 八千代市立村上東小学校   | 八千代市立村上東中学校 |
| 村上           | 1～22番地、24番地、29～39番地、41～1088番地8 1088番地10～1112番地、1135番地、1340～1452番地 | 八千代市立村上北小学校   | 八千代市立村上東中学校 |
| 村上           | 1088番地9、1113番地1・20・30～31・34～35・39～41 1113番地45～46、1132番地1、1136番地1・3～4 1137～1141番地、1143～1145番地、1147～1150番地 1151番地2、1152番地2、1155番地6、1157番地1・11・21 1167番地1、1169番地～1169番地4、1169番地7 1170～1171番地、1181～1184番地、1186～1196番地 1198～1206番地、1208～1230番地、1237番地 1239～1339番地、1453～1487番地、1489番地 1492～1494番地、1496～1498番地、1502～1504番地 1506番地、1508～1514番地、1516～1540番地、1542番地 1545番地、1547～1549番地、1566～1594番地 1606～1609番地、1672番地1、2287番地226～2308番地1 2308番地3～最終枝番、2312～2313番地、2338～2342番地 2343～2382番地、2385～2408番地1 2408番地3～2409番地2、2409番地4～2428番地1 2428番地3～2429番地1、2429番地3～2430番地1 2430番地3～2431番地1、2431番地3～2432番地1 2432番地3～2433番地1、2433番地3～2520番地1 2520番地3～2524番地1、2524番地3～2534番地 2535番地1～2546番地、2547番地1～2577番地 2577番地2～2579番地1、2583番地～2584番地 2586～2593番地、2723番地1、2723番地3～2729番地 2811番地1～2811番地2、2812番地1、4181～4181番地 | 八千代市立村上北小学校   | 八千代市立村上中学校   |
| 村上           | その他 | 八千代市立村上小学校     | 八千代市立村上中学校   |
| 村上団地１街区 | 全域 | 八千代市立村上小学校     | 八千代市立村上中学校   |
| 村上団地２街区 | 全域 | 八千代市立村上東小学校   | 八千代市立村上東中学校 |
| 村上団地３街区 | 全域 | 八千代市立村上北小学校   | 八千代市立村上東中学校 |

### 村上南
| 丁目         | 番地                                          | 小学校                                      | 中学校                 |
| ------------ | --------------------------------------------- | ------------------------------------------- | ---------------------- |
| 村上南一丁目 | 5番地1～13番地8 13番地10～29 13番地31〜最終号 | 八千代市立村上北小学校                      | 八千代市立村上中学校   |
| 村上南一丁目 | その他                                        | 八千代市立村上小学校                        | 八千代市立村上中学校   |
| 村上南二丁目 | 一部                                          | 八千代市立村上小学校 八千代市立村上北小学校 | 八千代市立村上中学校   |
| 村上南三丁目 | 全域                                          | 八千代市立村上小学校                        | 八千代市立村上中学校   |
| 村上南四丁目 | 1番地1～9番地5 9番地28～15番地                | 八千代市立村上小学校                        | 八千代市立村上中学校   |
| 村上南四丁目 | その他                                        | 八千代市立勝田台小学校                      | 八千代市立勝田台中学校 |
| 村上南五丁目 | 11番地～24番地                                | 八千代市立勝田台小学校                      | 八千代市立勝田台中学校 |
| 村上南五丁目 | その他                                        | 八千代市立村上小学校                        | 八千代市立村上中学校   |

## 主な施設
- 東葉高速鉄道村上駅（村上南1丁目）
- 八千代市郷土博物館（村上）
- 村上団地（村上）
日本住宅公団（現 都市再生機構）が主体となり造成された大規模住宅団地。1 - 3街区まであり、5階建ての中層住宅が多いほか、UR賃貸の棟と分譲の棟とがある。高度成長初期に建設された公団建築に比べ間取りは大きな変化はないが、テラス部の曲線など意匠にこだわった建築となっている。
  - 村上公民館
  - 八千代市役所村上支所
  - 八千代市多文化交流センター
  - 八千代村上郵便局
- 宮内公会堂（村上）
- 辺田前公民館（村上南2丁目）
- 大和田排水機場（村上）
- フルルガーデン八千代（村上南1丁目）
国際興業が開発し、セブン&アイ・クリエイトリンクが運営するショッピングセンター[8]。
核店舗はイトーヨーカドー八千代店である[8]。2002年（平成14年）10月29日開店[9]。
東葉高速鉄道村上駅前で幹線道路の国道16号と296号の交点に面した立地である[10]。
ダイエーが出店する計画を進めていたが1999年（平成11年）11月24日に出店を断念することを発表し[10]、出店を断念したことに伴って生じた解約金57億円のうち51億円を負担することになった[11]。
- イズミヤ八千代店（村上、1987年（昭和62年）4月開店、2017年6月1日閉店[12]）
- MEGAドン・キホーテ八千代16号バイパス店（村上、イズミヤ八千代店跡地に開店）
- ジョイフル本田八千代店（村上）
- 正覚院（村上）
- 子神神社（村上）
- 七百餘所神社（村上）
- 浅間神社（村上南2丁目）
- 根上神社（村上南1丁目）
- 八坂神社（村上）
- 子安神社（村上）
- 巌島神社（村上）
- 八千代山勝田寺別院（村上）
- 黒沢池市民の森（村上）
- 黒沢台第一公園・第二公園（村上）
- 八千代広域公園（村上）
- 村上中央公園（村上）
- 村上緑地公園（村上）
- 村上第一公園（村上）
- 村上神明公園・神明神社（村上）
- 八千代松陰中学校・高等学校（村上）
- 千葉英和高等学校（村上）
- 八千代東高等学校（村上）
- 八千代市立村上中学校（村上）
- 八千代市立村上東中学校（村上）
- 八千代市立村上小学校（村上）
- 八千代市立村上東小学校（村上）
- 八千代市立村上北小学校（村上）
- 村上北保育園（村上）
- 村上南保育園（村上）
- 村上ひかり幼稚園（村上）
- はなしま幼稚園（村上）
- 明青幼稚園（村上）
- 第二勝田保育園（村上）
- 小久保製氷冷蔵（村上）
- 日本酒類販売（村上）
- フジフーズ八千代工場（村上）
- 東洋モータースクール（村上）
- 東洋バス新山営業所・新山車庫（村上）

## 交通
- 最寄駅は東葉高速鉄道東葉高速線村上駅・東葉勝田台駅、京成本線勝田台駅。
村上団地の最寄駅は村上駅である。しかしこの地域の住民は東葉高速線の運賃の高さを嫌い、バスや自転車で勝田台駅まで行き、京成線を利用する傾向にある。そのこともあり栄町公園などに多くの駐輪場が整備されている。
- 勝田台駅を中心に村上団地・米本団地をはじめとする住宅地などへの路線バスが、東洋バスにより運行されている。このほか、八千代市内循環バス（ぐるっと号）も運行されている。
- 当地域には国道16号・国道296号と八千代市中心部へのバイパス道路が通っている。

## 近隣地名
- 下市場（南西）
- 萱田町（南西）
- 萱田（西）
- 米本（北）
- 下高野（北西）
- 上高野（東）
- 勝田台北（南）
- 勝田台南（飛地南東）